# Nihon Yakin Kogyo
Nippon Yakin Kogyo Co., Ltd (abrégé NYK) est une entreprise métallurgique japonaise spécialisée dans la production d'acier inoxydable et d'aciers spéciaux.
Cotée à la première section de Bourse de Tokyo depuis 1949, l'entreprise commercialise ses produits sous la marque NAS (Nippon-Yakin Austenite Stainless Steel) dans l'Asie du Sud-Est.

## Histoire

### Contexte
L'entreprise est fondée en 1925 sous le nom de Chuo Rika Kogyo Co., Ltd. Elle fabrique et commercialise alors des extincteurs. En 1928, la société se lançant dans la fabrication et la vente des pièces pyrotechniques et des explosifs (essentiellement à usage militaire), elle est renommée « Nihon Pyrotechnics Co., Ltd. ». L'année suivante, l'acier inoxydable est introduit pour la première fois et, en 1942, le nom de la société change pour devenir « Nippon Yakin Kogyo Co., Ltd. ». Elle a été aussi connue sous le nom de « Toyo Krupp Company », à cause des liens très forts qu'elle avait alors avec le groupe allemand Krupp.
Ce lien est corrélé à l'adoption, en 1940, du procédé Krupp-Renn pour la fabrication de l'acier par réduction directe. Ce procédé a progressivement disparu, mais l'entreprise a su le moderniser et l'adapter à l'extraction du nickel. Uniques survivants de ce procédé dans le monde, les fours de l'usine d'Ōeyama ont fait de l’entreprise le seul producteur japonais de ferronickel, avec un procédé difficile à maîtriser mais quasiment indépendant du prix de l'électricité.
La société s’est développée au sein du Zaibatsu Groupe Mori (de) fondé par Nobuteru Mori et, après la guerre, avec la Banque Industrielle du Japon (en).

### Chronologie
- 1925 (Taisho 15) : fondation de la société Chuo Rika Kogyo Co., Ltd., fabricant d’extincteurs d’incendie .
- 1928 : fabrication de pièce pyrothechniques à usage militaire. La société est renommée Nihon Pyrotechnics Co., Ltd.
- 1934 : construction de l'usine de Kawasaki.
- 1935 (Showa 10) : introduction de 3 fours à induction haute fréquence à l'usine de Kawasaki. On y produit de l'acier inoxydable 18-8.
- 1936 (Showa 11) : l'usine de Kawasaki démarre ses opérations à grande échelle. Début de la production industrielle et de la vente d'une gamme complète d'aciers alliés.
- 1942 (Showa 17) : la société devient Nippon Yakin Kogyo Co., Ltd.. L'activité pyrotechnique est transférée à Showa Gunpowder Co., Ltd. (actuellement Nippon Koki Co., Ltd.).
- 1943 : fondation de ŌeyamaNickel Industry Co., Ltd. (actuellement l'usine d'Ōeyama), pour l'extraction du nickel sous la forme de ferronickel.
- 1948 : fondation de Toa Seiki Co., Ltd. (actuellement Nastor Co., Ltd.).
- 1949 : cotation à la bourse de Tokyo et à la bourse d’Osaka.
- 1950 (Showa 25) : production d'acier inoxydable dans un four à arc utilisant l' oxygène.
- 1955 : début de la production d'explosif RDX.
- 1956 (Showa 31) : la production et la vente de pièces moulées en acier inoxydable commencent à l'usine de Kanazawa (actuellement fermée).
- 1959 (Showa 34) : abandon de la fabrication d'acier non-nallié ou faiblement allié au profit des aciers inoxydables et spéciaux. L'usine de Kawasaki est agrandie et installe un laminoir Sendzimir à 20".
- 1960 : exportation de coils d'acier inoxydable vers l'Europe et les États-Unis grâce à un partenariat avec Atlas Steel. Création de Nas Stainless Steel Works en tant que filiale de la division de l'équipement de logement.
- 1965 (Showa 40) : l'usine Kawasaki est équipée d'une coulée continue.
- 1966 : installation d'un laminoir planétaire à Kawasaki.
- 1968 (Showa 43) installation d'un four à arc de 60 tonnes à Kawasaki.
- 1973 (Showa 48) : Mikuni Steel Strip Manufacturing Co., Ltd. (actuellement Nas Steel Strip Co., Ltd.) devient une société du groupe Nippon Yakin Kogyo.
- 1975 : octroi de la technologie de laminage de laminoirs planétaires à Atlas Steel. La division de la fusion du ferronickel est séparée et transférée à la société nouvellement créée Oeyama Nickel Co., Ltd.. Nas Stainless Steel Works devient Nas Stainless Co., Ltd.
- 1977 : l'usine de Kawasaki adopte le procédé AOD avec un convertisseur de 60 tonnes.
- 1996 : l'usine Kawasaki installe un nouveau laminoir à chaud compact NCH en remplacement du laminoir planétaire. C'était alors l'une des deux derniers laminoirs de ce type en service dans le monde, l'autre laminoir étant encore en service chez Hitachi Metals, Ltd..
- 1999 (Heisei 11) : fermeture de l'usine de Kanazawa et retrait de la production et de la vente de pièces moulées en acier inoxydable.
- 2000 (Heisei 12) : la production cumulée de nickel à l'usine d'Ōeyama atteint 400 000 tonnes.
- 2001 (Heisei 13) : fermeture du parc d'attractions de l'île Yokogawa (ja). Fusion avec Metallurgy Kosan Co., Ltd.
- 2008 : nouvel équipement AOD.
- 2010 (Heisei 22) : fusion de YAKIN Kawasaki Co., Ltd., YAKIN Oeyama Co., Ltd., Nas Business Service Co., Ltd..

## Actionnaires
Liste de principaux actionnaires au 16 octobre 2019.
| Nom                                     | %     |
| Nomura Asset Management                 | 5,59% |
| Asset Management One                    | 3,23% |
| Nippon Yakin Kogyo Business Association | 2,52% |
| Mitsubishi UFJ Financial Group          | 2,31% |
| Mizuho Financial Group                  | 2,01% |
| Nippon Yakin Kogyo                      | 1,97% |
| Nippon Yakin (plan épargne salariés)    | 1,20% |
| Maeda Corporation                       | 0,97% |
| The Japan Steel Works                   | 0,77% |
| Showa Denko                             | 0,58% |

## Organisation

### Sites industriels

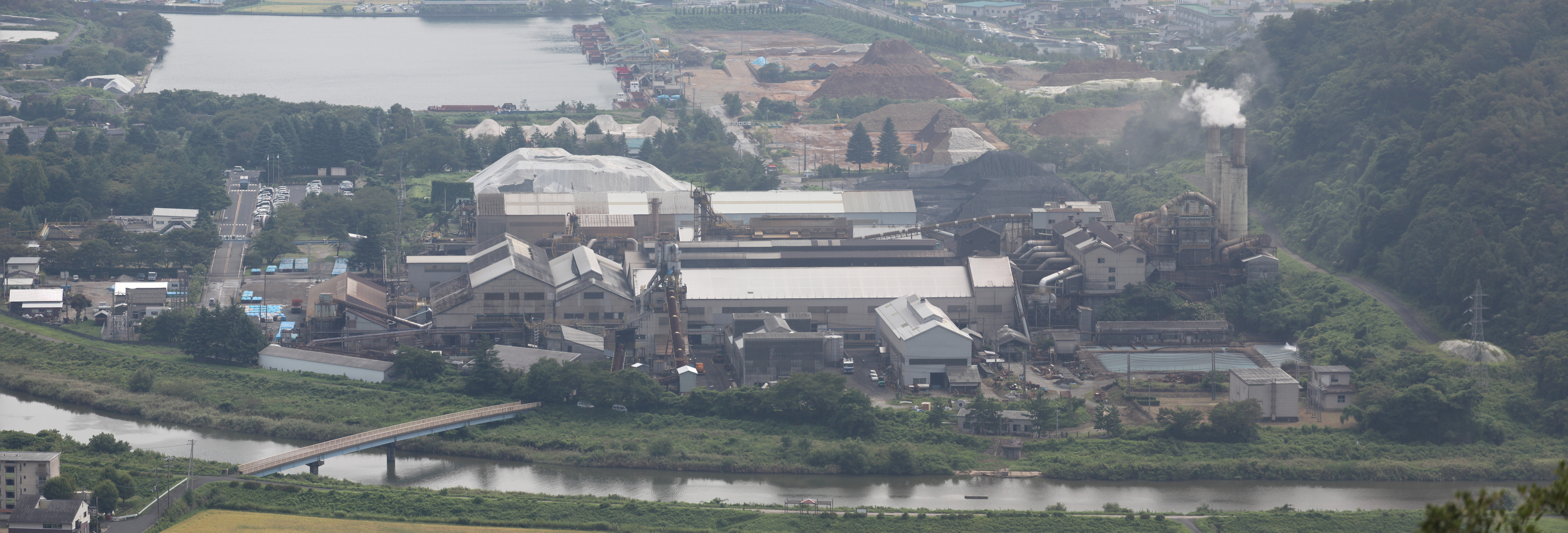
L'usine d'Ōeyama en 2012. C'est la dernière usine à employer le procédé Krupp-Renn dans l'extraction du nickel.

Diagramme de principe du « procédé Oheyama ».

- Usine de Kawasaki : Kawasaki-ku, Kawasaki-shi, préfecture de Kanagawa
Située dans la zone industrielle de Keihin, c'est une usine de production adjacente à une grande ville.
- Usine d'Ōeyama : Miyazu, préfecture de Kyoto
Usine de fabrication de ferronickel par le procédé Krupp-Renn. C'est la dernière usine au monde utilisant ce procédé métallurgique, avec une production mensuelle de 1 000 tonnes de luppen[2]. Cette production est identique à la capacité de production annoncée, de 13 kt/an : cette fonderie fonctionne donc à pleine capacité[3]. C'est aussi la seule usine au monde à utiliser un procédé de réduction directe pour l'extraction du nickel à partir de latérites. Le procédé, considérablement modernisé est revendiqué comme le « procédé Oheyama »[4].

### Filiales consolidées
- NASTOR Inc. : siège social Chūō, Tokyo. Capital: 1,2 Mrd¥. Activité : fabrication et vente d'acier inoxydable et de tubes d'acier soudés à haute performance ;
- Nastor Welding Technology Co., Ltd : Siège social Chūō, Tokyo. Capital: 100 M¥. Activité : fabrication et vente de soudeuses électriques ;
- NAS Steel Strip Co., Ltd : siège social Chuo-ku, préfecture d'Osaka, Osaka. Capital: 682 M¥. Activité : fabrication et vente de feuillards en acier inoxydable ;
- Bussan Co., Ltd. : siège social Chūō, Tokyo. Capital: 560 M¥. Activité : ventes et transformation d’aciers inoxydables, d’aciers spéciaux et de produits transformés ;
- Clean Metal Co., Ltd. : siège social Urayasu, préfecture de Chiba. Capital: 200 M¥. Activité : vente et transformation d'acier inoxydable, d’aciers spéciaux et de produits transformés ;
- NAS Engineering Co., Ltd. : siège social Chūō, Tokyo. Capital: 102 M¥. Activité : installation d'équipements et ingénierie ;
- NAS Create Co., Ltd. : siège social Chūō, Tokyo. Capital: 90 M¥. Activité : vente de matériaux d'emballage en acier inoxydable, agence d'assurance non-vie ;
- NASTEC Co., Ltd. : siège social Kawasaki, préfecture de Kanagawa. Capital: 100 M¥. Activité : travaux relatifs à la fabrication et au traitement en acier spécial et en acier inoxydable ;
- Miyazu Marine Land Transportation Co., Ltd. (le 1er avril 2011, Miyazu fusionne avec Kaya Kosan Co., Ltd. et change de nom) : siège social Miyazu, préfecture de Kyoto. Capital: 32 M¥ ;
  - Miyazu Port Co., Ltd. : siège social Miyazu, Kyoto. Capital: 32 M¥. Activité : activités de transport portuaire, dédouanement ;
  - Kaya Kosan Co., Ltd. : siège social Yosano, district de Yosa, Kyoto. Capital: 20 M¥. Activité : transport, construction, ventes de granulats fins ;
- NAS TOA THAILAND CO., LTD : siège social Thaïlande. Capital: 220 millions de Bahts. Activité : fabrication et vente de tubes en acier inoxydable et de produits transformés.

## Polémiques

### Indemnisation pour les travaux forcés
En 1917, un gisement de minerai de nickel est découvert au mont Oe, dans la préfecture de Kyoto. Le gisement est exploité de 1933 jusqu'à la fin de la guerre du Pacifique, afin de sécuriser les approvisionnements en nickel, indispensables à l'industrie de l'armement. Le minerai est transporté par un chemin de fer dédié (Kaga Railway) dans une fonderie d'Iwataki. Cette mine de nickel d'Ōeyama exploite alors des taïwanais, des coréens (colonies du Japon à l'époque) et des prisonniers de guerre britanniques, canadiens, australiens, américains et autres alliés, astreints aux travaux forcés.
En août 1998, 6 chinois, rescapés de cette mine, ont porté plainte, leur gouvernement se portant partie civile, pour esclavage et conditions de travail inhumaines. Chacun réclame alors 22 millions de yens de dommages-intérêts et des excuses publiques. Le procès s'est poursuivi en appel auprès du tribunal de district de Kyoto. Celui-ci recommande aux parties mises en accusation, l'État et l'entreprise métallurgique, de privilégier un règlement à l'amiable, ce que ceux-ci refusent. En janvier 2003, le tribunal reconnait les conditions inhumaines de travail et dénonce la doctrine japonaise de « non-responsabilité », tout en constatant l'absence de système juridique permettant l'indemnisation des dommages causés par l'État gouverné par la Constitution du grand empire japonais. Les plaignants font alors appel à la Haute Cour d'Osaka. Nippon Yakin Kogyo accepte un arrangement suivant la recommandation du tribunal, l'indemnité ayant été revue à 3,5 millions de yens par demandeur.
L'État, quant à lui, a refusé tout accord et la procédure s'est poursuivie. En septembre 2006, la Haute Cour d'Osaka déboute les plaignants arguant la prescription et sa non-responsabilité des apatrides. Un recours en cassation à la Cour suprême du Japon est rejeté en mai 2007.

### Infractions commerciales
Nippon Yakin Kogyo a été impliqué dans un cartel constitué de six sociétés japonaises, avec Nippon Steel, Sumitomo Metal Industries, Nisshin Steel, Nippon Metal Industries et JFE Holdings, destiné à comparer et augmenter les prix de vente de l’acier inoxydable commercialisé au Japon. L'infraction à la loi antimonopole est constatée en décembre 2003. Nippon Yakin Kogyo reconnaissant le délit, se voit astreint, en mars 2005, à une amende de 1 157 millions de yens.
En juin 2008 les tubes soudés en acier inoxydable fabriqués et vendus par Nastor, une filiale consolidée de Nippon Yakin Kogyo, sont détéctés comme n'ayant pas suivi les contrôles qualité exigés par le JIS. L'enquête interne montre qu'un nombre significatif d'essais de résistance à la pression avait été négligés à l'usine de Chigasaki. La sévérité des tests, les craintes en cas de défauts et la confiance accordée à la maîtrise du procédé avaient amené la direction à relâcher les contrôles. À la suite de cette enquête, la certification JIS a été suspendue.

### Île Yokogawa
L'île Yokogawa (ja) était un parc d'attractions centré sur le zoo et le jardin botanique, localisé à Katsuura, dans la préfecture de Chiba. Ouvert en 1964 et géré par des intérêts privés, le parc se trouve en faillite en 1976, à la suite de l'ouverture d'un aquarium dans la ville voisine de Kamogawa. Le propriétaire de Nippon Yakin Kogyo étant alors le président du parc, l'entreprise métallurgique rachète le parc. Mais les comptes ne reviendront jamais à l'équilibre et, lorsque Tokyo Disneyland ouvre en 1983, le déclin devient irréversible. Le parc ferme en août 2001.
Dans le numéro de juillet 2001 de Nikkei Business, le dernier directeur du parc, Masami Ikeda, reconnait que la gestion d'un parc d'attraction représente un exercice très éloigné de la métallurgie lourde et sans possibilité de synergie.
Après la fermeture, le site a été acquis par Kyoritsu Maintenance en mars 2004 pour 42 millions de yens. Un puits d'eau thermale a été foré en octobre 2007 dans le but de constituer un centre thermal baptisé « Wellness Forest ». Mais en raison de la Crise financière mondiale de 2007-2008, l'investissement est suspendu. En mai 2018, la reprise des travaux est annoncée pour le printemps 2020.

### Restructuration
Au début des années 2000, l’industrie métallurgique nipponne a été victime d'une crise du secteur de l’acier, essentiellement provoquée par les réductions de prix exigées par Nissan .
Nippon Yakin Kogyo n'ayant pas échappé à la crise, un plan de restructuration de son activité a été somis en 2003 au Ministère de l'Économie, du Commerce et de l'Industrie. Celui-ci a été validé le 11 mars. En conséquence, les usines de Kawasaki et d'Ōeyama sont filialisées enYAKIN Kawasaki Co., Ltd. et YAKIN Oeyama Co., Ltd.. La société sépare ainsi mieux la production de la commercialisation.
Soutenue par la Banque Mizuho et la Banque de développement du Japon (en), la restructuration de l’entreprise a progressé à un rythme dépassant les prévisions. En 2010, YAKIN Kawasaki Co., Ltd. et YAKIN Oeyama Co., Ltd. sont de nouveau absorbées et fusionnées afin de redévelopper un système de production intégré des matières premières aux produits. Au même moment, la société a fusionné avec NAS Business Service Co., Ltd. pour l'intégrer dans un réseau commercial et industriel étendu.

## Autour de l'entreprise

### Minéralier
En septembre 2007, Nippon Yakin Kogyo devient le propriétaire du minéralier MV TANGO QUEEN, qui vient à peine d'être achevé par Oshima Shipbuilding (en). D'un port en lourd de 55 649 tonnes, il est affrété sous pavillon panaméen par l'armateur Ocean Steamship Co., Ltd., dont Nippon Yakin Kogyo est un actionnaire important. Il est destiné au transport de minerai de nickel latéritique, pour alimenter l'usine d'Ōeyama. Le nom Tango Queen a été nommé en référence à la province de Tango, où se trouve l'usine d'Ōeyama.
En 2019, le navire a été rebaptisé PLATE QUEEN et navigue pour le compte de l’armateur Dora Maritime Panama.

### Engrenage du parc de Fujimi
Le parc de Fujimi (ja), à Fujimi, dans le Kawasaki-ku, expose depuis 2003 un impressionnant élément d'engrenage en chevrons, qui faisait partie du laminoir planétaire en service de 1966 à 1996 dans l'usine de Kawasaki Nippon Yakin. Ce laminoir à chaud était capable de transformer une brame d'acier inoxydable de 150 mm d'épaisseur en une tôle de 2 à 3 mm, en une seule passe de laminage. Le laminoir planétaire de Nippon Yakin est la plus puissante des 16 unités de ce type mises en service dans le monde.